# Taloză
Taloza este o monozaharidă de tip aldoză (mai exact o aldohexoză) și are formula moleculară C6H12O6.  
Este un epimer C-2 al galactozei și un epimer C-4 al manozei.